# Bathynotalia perplexa
Bathynotalia perplexa is een borstelworm uit de familie Polynoidae. Het lichaam van de worm bestaat uit een kop, een cilindrisch, gesegmenteerd lichaam en een staartstukje. De kop bestaat uit een prostomium (gedeelte voor de mondopening) en een peristomium (gedeelte rond de mond) en draagt gepaarde aanhangsels (palpen, antennen en cirri).
Bathynotalia perplexa werd in 1982 voor het eerst wetenschappelijk beschreven door Levenstein.